# 生态葬

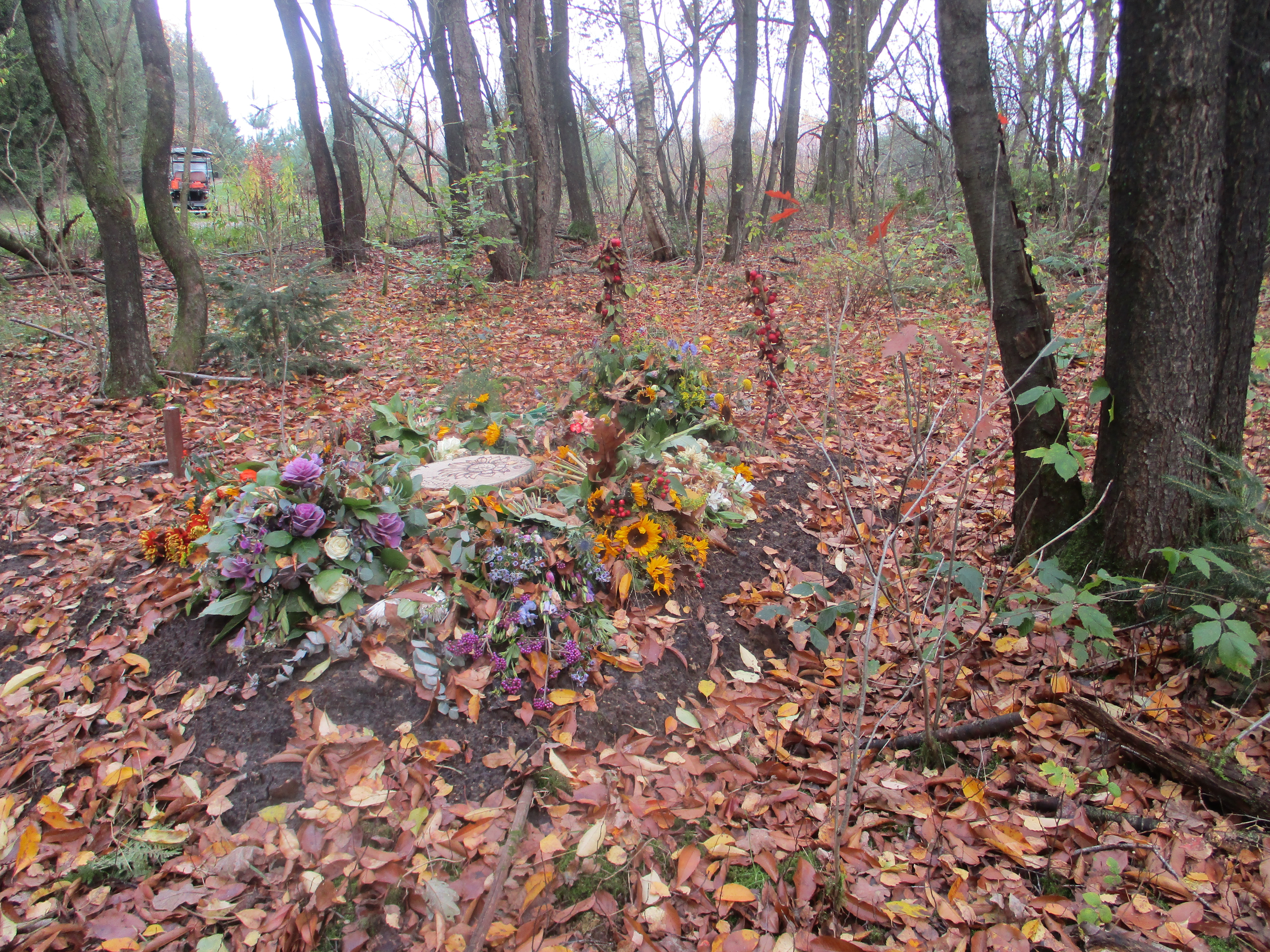
家屬將骨灰埋葬在森林的樹下，獻上花束致意

綠色殯葬也稱爲生態葬、自然葬、環保自然葬或循环再生葬，是當今推廣的殯葬觀念，鼓勵人民以自然、環保、節能、簡約和可持續的方法，佔用較少的土地資源，用革新、有創意和低消費的方式開創新世代的殯葬文化。
廣義的綠色殯葬是指不刻意去抑制遺體的分解現象，甚至是有意地去把遺體加速分解，讓遺體能夠快速且直接地被大自然回收，它可以是風葬、天葬、海葬、水葬、火葬、土葬、樹葬、沙葬、冷凍葬或水焚葬等形式；狹義的綠色殯葬則是指先將遺體火化以後，再將遺骨、骨殖或骨灰埋入土中，其上栽種樹木、花坛、草坪加以紀念、追思和綠化環境，或是直接將骨灰灑向大自然的喪葬方式。

## 殯葬改革

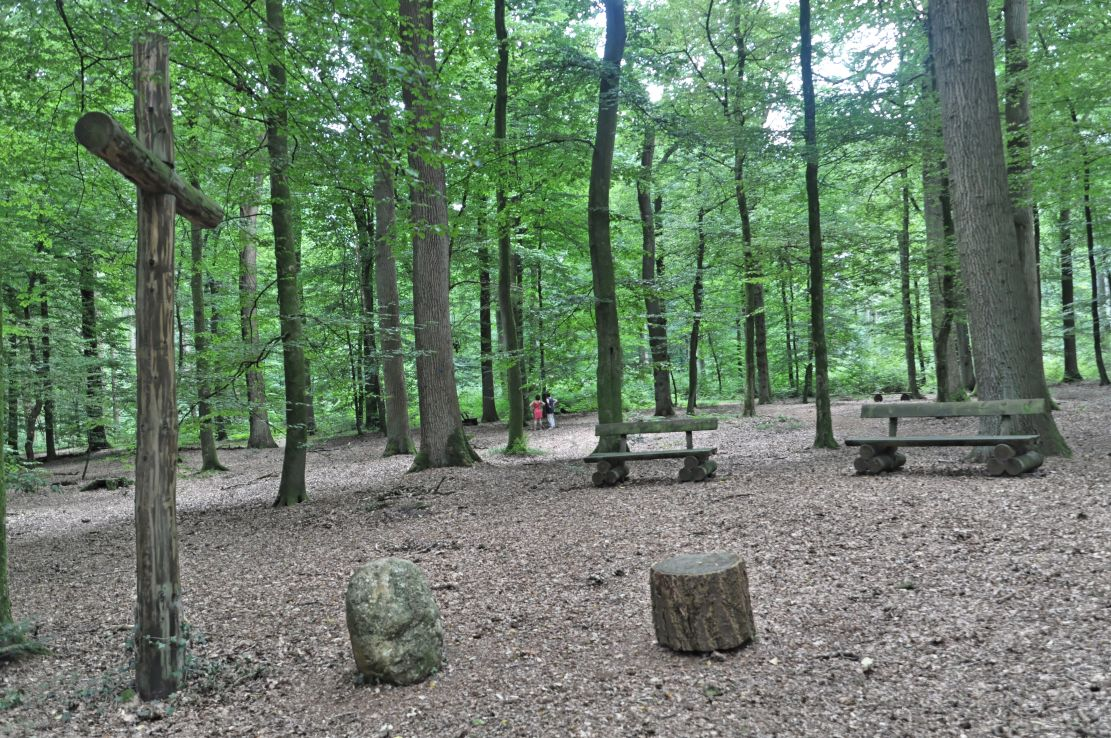
森林葬

城市化和工業發展導致環境問題日益嚴重，加上土地資源缺乏，出現「死人與活人爭地」的現象，一些政府開始倡導殯葬業進行改革，引導社會移風易俗，鼓勵人民接受以節能、清潔、環保和可持續發展的方式辦理喪事。 在此趨勢下，傳統的土葬方式已開始不合時宜，火葬、拾骨葬等方式則得到大力推崇。
1990年代之後興起的树葬、海葬、花葬等生态葬形式，更加节约土地资源，还减少修坟立碑对石材、木材和其他丧葬用品的消耗，有益于生态环境，极大降低高昂的墓地价格给普罗大众的压力，也避免因办理丧事而出现的攀比之风。

### 喪葬方式

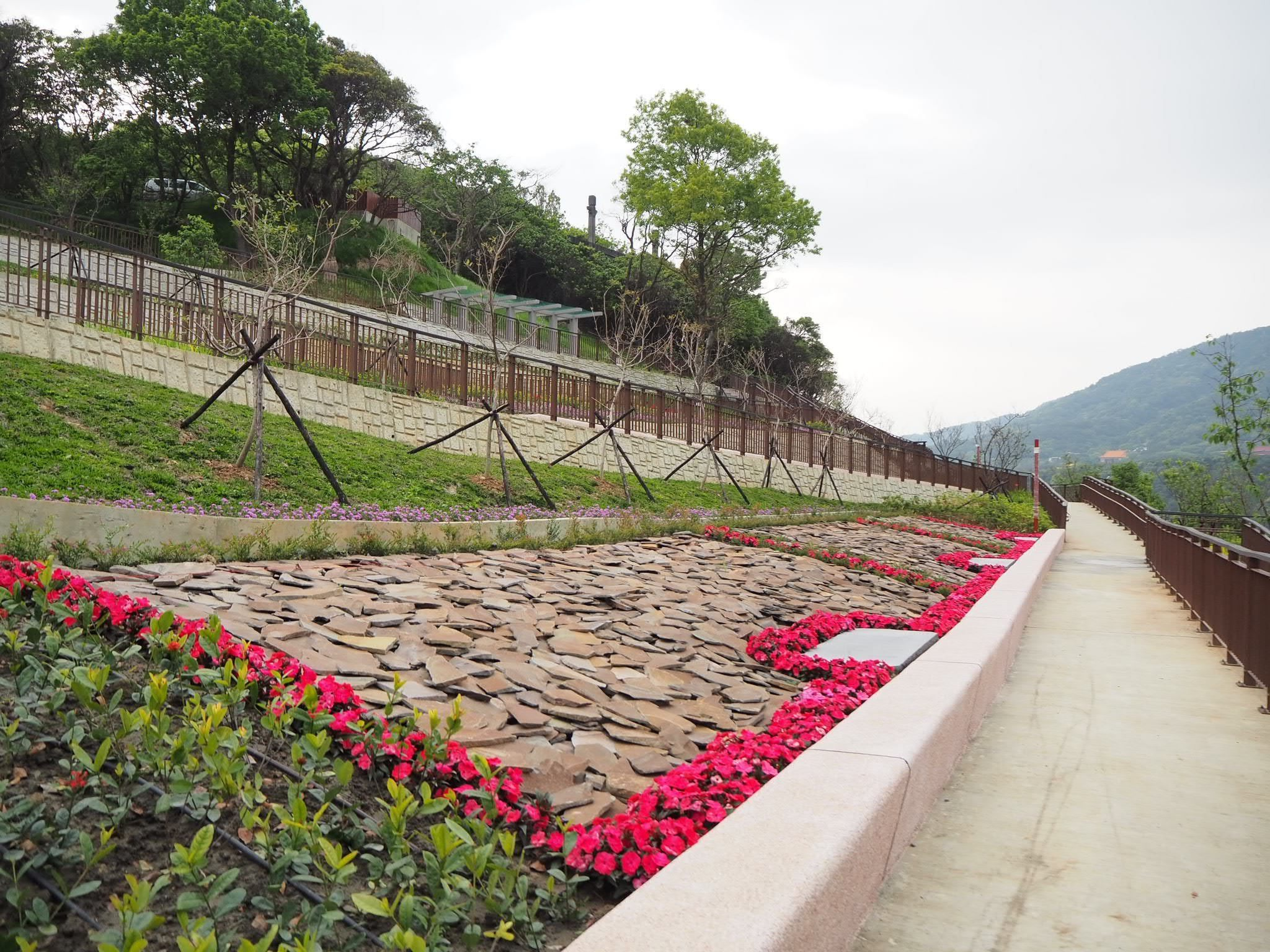
臺北市陽明山公墓臻愛園花葬區

傳統的殯葬文化強調的是保存遺體的完整性，刻意去抑制遺體在死亡後所出現的各種變化，通過冰存、防腐或其他科學的技術，將遺體作短期或長期保存，防止遺體出現腐敗的現象，讓家族成員能在安葬遺體之前，有更長時間可以瞻仰遺容。
綠色殯葬並不刻意去抑制遺體的分解現象，甚至有意去加速遺體的分解，讓其能夠快速且直接地被大自然回收，強調「生命源於自然，也歸於自然」、「讓生命回歸大地」的自然精神，將死亡昇華爲「尊重生命、關愛生命、珍惜生命」的生命文化內涵。 狹義的來說，則是指將死者的遺體火化，不修墳墓、不立碑文，亦不放進納骨塔，用以下的方式來處理死者的骨灰。
- 納骨磚、納骨牆、納骨廊道

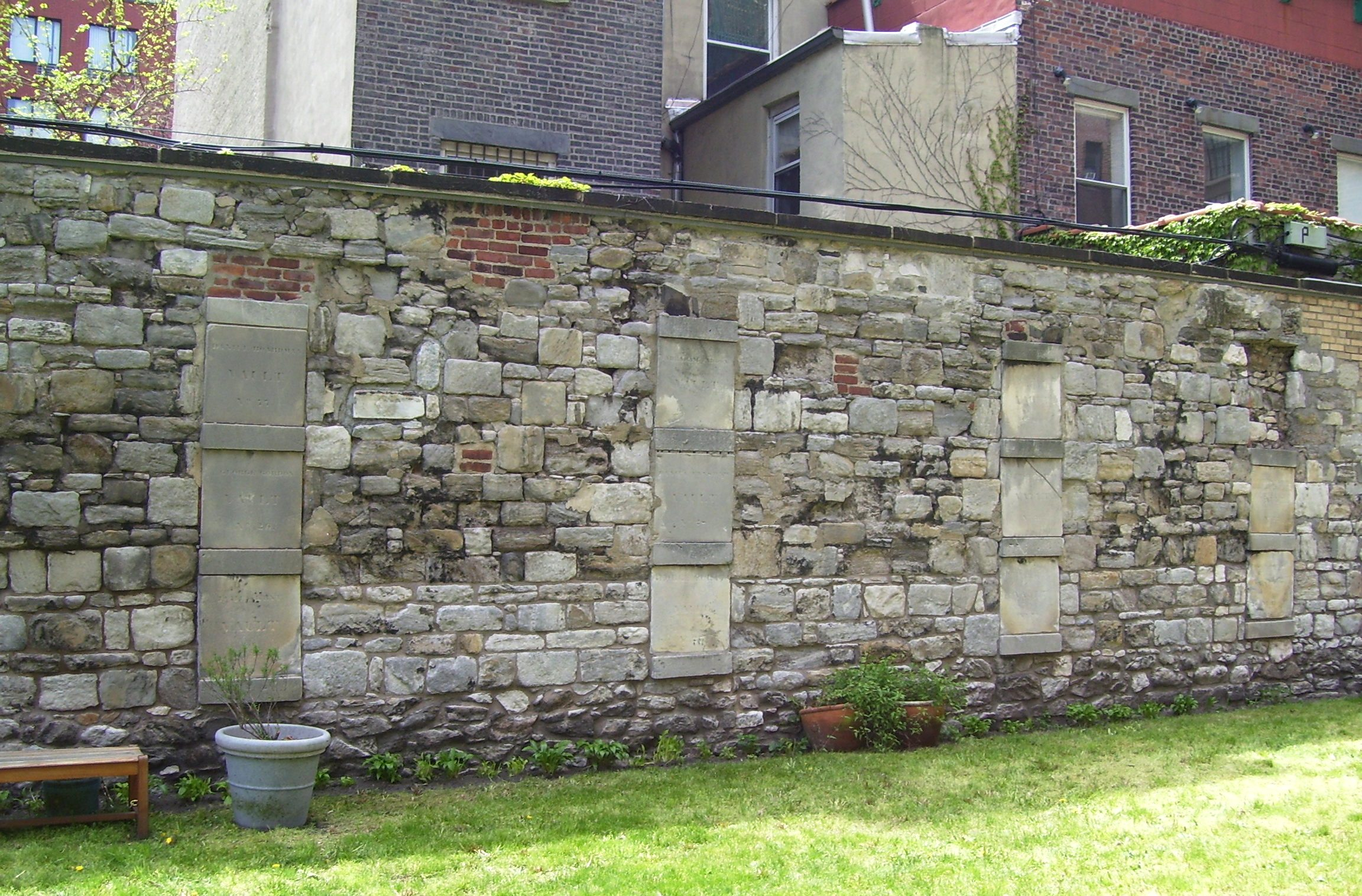
紐約大理石公墓納骨牆

納骨磚、納骨牆和納骨廊道的概念是把骨殖（火化後的遺骨）研磨成粉狀，裝入小型的骨灰罐內，鑲嵌在紀念公園的雕塑、花壇、圍牆、廊道等庭園造景，與環境合爲一體，雖是佔用土地空間，但能保存骨灰，也有美化環境的功能。
- 植存、树葬、花葬、草坪葬、森林葬（中國大陸統稱爲「循环再生殡葬」）

「植存」的做法是将骨灰裝入可分解的容器，掘洞埋藏在森林或地下，其上种植树木、花坛或草坪，地面上没有多餘的殡葬设施，位置可以再做循环利用；但在過渡的情況下，可以在边上建设刻有死者姓名、生歿年份等內容的标记，以茲纪念。 骨灰中的养分可以用來滋养植物生长，让生命生于自然，归于自然，表现生命的再生与转换，有绿化环境的作用；同时，体现了“入土为安”的传统价值观，较容易被普遍接受。
- 拋葬、灑葬、撒葬（中國大陸統稱爲「生态殡葬」）

「拋葬」是將骨灰裝入可分解的容器，拋投入河流、湖泊或大海；「灑葬」或「撒葬」是不將骨灰裝入任何容器，直接拋灑在大海、山林、土壤、天空或大自然，骨灰灑出以後將不記姓名、不留痕跡，徹底不做保留。
- 海葬、礁葬

「海葬」是将骨灰撒入海洋中，其中一種常見的方法是採用拋葬的方式，將骨灰裝入可分解的容器內，拋投入大海；或者是採用灑葬的方式，讓骨灰徹底飄散在大海。 還有一種稱爲「礁葬」的新興方法，是將骨灰攙入在混凝土製成的人造礁球，投入在特定的地點讓它化成珊瑚礁，維護海洋的生態。

### 喪葬用品
傳統的殯葬觀念強調「隆喪厚葬」，喪葬用品經常添加許多鋪張奢侈、突顯氣派和過度裝飾的物件，不符合綠色殯葬的價值觀念。
- 棺柩

傳統棺柩是以堅固的木材製作，價錢昂貴，且火化時耗時耗能不利於環保，上面添加的金屬、塑料裝飾和油漆彩繪產生的二噁英不但污染空氣，也會損害火化爐具。環保棺柩使用無污染性的材料製作，常見的材質有紙、竹、藤、柳條、蔗渣板、蜂巢板、樹葉纖維等，火化時能迅速燃燒，價格低廉、無污染性，且節省時間和能源。
- 骨灰罈、骨灰罐、骨灰甕、骨灰盒、骨灰袋

環保骨灰容器多數選用紙、竹、玉米等可分解的材料製作，埋入土壤或沉入海底一段時間後，可以在大自然中自然分解。
- 壽衣

環保壽衣採用易燃的棉、麻製作，不似普通衣物那樣含有化學纖維，上面不用任何金屬或塑膠製成的拉鍊、鈕釦和配件，燃燒時不會產生戴奧辛等有害氣體，同時也避免燃燒的時候沾黑逝者的遺骨。

### 電子輓額、輓聯
輓額和輓聯是中國傳統文化用來哀悼逝者所做的詞語、辭賦或對聯，用以歌頌逝者的生平、典範和品德，會於喪禮時懸掛在靈堂，具有裝飾性也有表彰逝者的效用，喪禮結束後則依民間習俗隨之焚化。
傳統的輓額和輓聯因爲靈堂空間的不足，往往加以重疊懸掛，無法完整展示輓辭內容，失去表彰逝者的意義，再加上大量焚燒會造成的空氣污染和資源消耗，故中華民國內政部於2014年開始逐步推廣「電子輓額平台」，既可以減少環境污染和資源浪費，又可以讓喪親家屬隨時翻查受贈的輓額內容。

### 網路祭祀
網路追思祭拜是隨著互聯網的發展而興起的網絡服務，具有靈活多變、方便快捷和跨越時空限制的特點，透過網路留言弔祭、獻上虛擬祭品和鮮花，不須建設專門的祭祀場所，亦不須焚燒香燭和紙錢，同時避免彼此之間相互攀比祭品的多寡，從而達到節約和環保的目的。

## 各地綠色殯葬

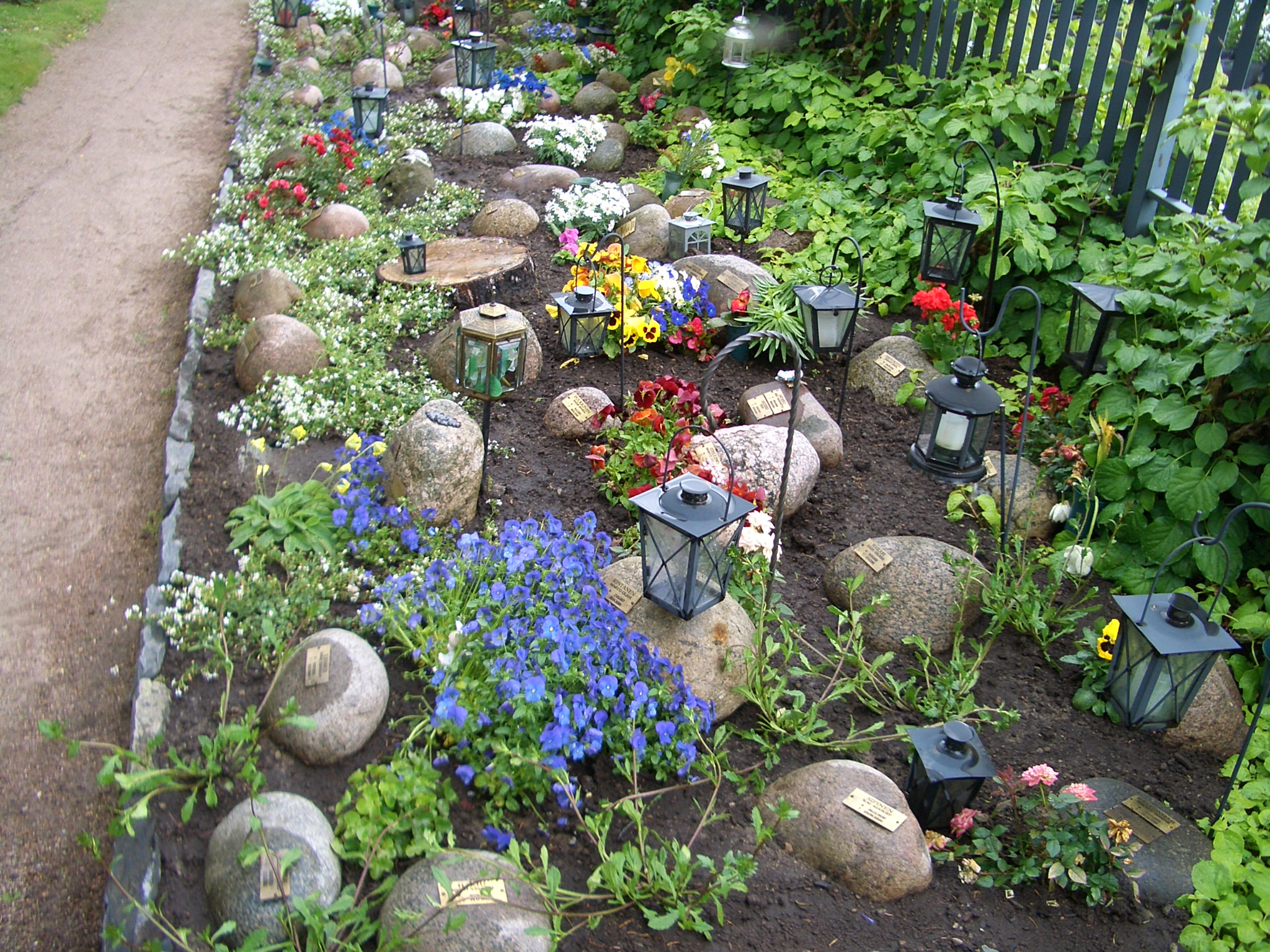
花坛葬

當世首個現代化的自然葬墓園是於1993年建立在英國卡萊爾公墓的林地墓區（The Woodland Burial），其後這種環保的自然葬法陸續傳到北美、歐陸、澳洲、東亞等地，越來越多人選擇這種方式來爲自己的安息之所。

### 澳洲
根據澳洲公墓及火化協會（Australasian Cemeteries & Crematoria Association, ACCA）的說明，目前在南澳、西澳、塔斯馬尼亞、維多利亞和新南威爾士均有可供自然葬的公墓。

### 加拿大
加拿大自然葬協會（Natural Burial Association, NBA）成立於2005年，其目的是要向民衆推廣自然葬，並協助業者建設自然葬墓區。

### 中國大陸
綠色殯葬服務主要集中在經濟發達的地區，這些地區的遺體火化比率較高，使得生態葬的推廣較容易得到迴響；此外，也與城市當下的環境污染、人口稠密、土地短缺和物價高昂等現實問題密切相關。
尽管如此，生态葬的形式首先要将死者火化，违背中华传统习俗中保留全尸的做法。再者，没有墓碑、不记姓名，不便子孙后代前往祭扫；加上仪式非常简单，没有传统的隆丧厚葬，容易使死者亲属背上“不孝”的罪名。 因此尽管近几年来政府大力倡导，给予政策上的补贴，生态葬的比重仍然偏低。
而在仍保留土葬習俗的農村地區，提倡的生態葬形式是遺體不置入棺材直接下葬，或者是使用秸稈壓製的棺木；落葬以後不用修墳立碑，只在上面栽種樹木、花坛或草坪。這種方式打破中國傳統隆喪厚葬的觀念，強調人死後回歸自然，奉獻自己的身體來滋養大地。
近年，相关部门在各省强制进行“殡葬改革”，引起民間的争议。

### 歐洲
在歐洲，骨灰不可隨意撤在野地、森林或花園，瑞士是歐盟諸國中對死亡和墓葬採取最寬鬆標準的國家，人們可以決定把骨灰灑在空中、湖泊、森林、冰川或大自然。這種寬鬆的政策也吸引來自德國、奧地利等周邊國家的公民，將骨灰委託給瑞士的殯儀公司處理。
德國法律禁止拋撒骨灰，也不准親屬將骨灰盒私自帶走，即使是安置在家中也一樣不合法；然而，近幾年愈來愈多人有「回歸大自然」的想法，所以很多人只能偷偷地進行，或是委託國外的殯儀公司來處理。

### 香港
香港特區政府於2007年開始推動綠色殯葬，由食物環境衞生署負責監理，設立哥連臣角、鑽石山、富山、葵涌、和合石、長洲、南丫島和坪洲8處紀念花園，以及塔門以東、東龍洲以東和西博寮海峽以南3處指定水域，共11處地點可供舉行送別儀式或撒放骨灰； 亦已設立「無盡思念」網上追思平台，讓民衆可以透過網路緬懷至親，悼念先人。於2019年1月22日，食物環境衞生署推出「綠色殯葬中央登記名冊」（Green Burial Central Register），讓登記人在生前及早表達及規劃回歸大自然的心願。同時亦有多間殯儀公司提供綠色殯葬服務，協助家屬申請及撤灰程序。

### 日本
日本自然葬法的歷史悠久，散骨（將骨灰撒在河川、大海或山林）在古時曾是主流的做法，淳和天皇（786年－840年）的遺言就是要將骨灰撒在山中，淨土真宗開祖——親鸞（1173年－1262年）最後的留言，則是希望死後將屍塊投入水中餵魚。1948年（昭和23年），日本政府制定《墓地埋葬法》，禁止將遺體、遺骨或遺髮放在墓地以外的地區進行處理，違者可依刑法第190條——「遺骨遺棄罪」辦理，所以「散骨」在戰後就被全面禁止。
1991年10月，送葬自由倡導會（葬送の自由をすすめる会）在神奈川縣相模灘舉行「第一回自然葬」活動，引起社會大衆的反響，讓「自然葬」這個名詞首次出現在衆人的眼前。法務省對自然葬的非公式見解是「做爲送葬的一項過程，有限度地進行並不構成違法」；當時的厚生省則表明「埋葬法針對的是墓地和埋葬的問題，自然葬並不在法律的對象之內」。

### 澳門
澳門特區政府於2015年9月1日開始在氹仔沙崗市政墳場推行樹葬服務，由民政總署負責監理。

### 紐西蘭
紐西蘭自然葬組織（Natural Burials）由馬克·布萊克漢姆於1999年成立，目的是經營自然葬公墓和向社會大衆倡導自然葬法的觀念，同時也有責任對自然葬公墓、殯儀業者、環保骨灰甕和棺柩進行認證。
首個自然葬公墓於2008年建立在威靈頓，由威靈頓市政府和自然葬組織共同經營。

### 台灣
2002年公布的《殯葬管理條例》對環保多元葬法予以倡導規範，授權地方政府因地制宜訂定「公墓外實施骨灰拋灑或植存之相關規定」，提倡「節葬」和「潔葬」的殯葬文化。目前全國「公墓內」可實施樹葬、灑葬的地點有27處，「公墓外」植存地點有2處，可辦理海葬的縣市包括臺北市、新北市、桃園市、高雄市、宜蘭縣、花蓮縣和臺東縣。
2009年2月3日，臺灣法鼓山創辦人聖嚴法師圓寂，指示「身後不發訃聞、不傳供、不築墓建塔、不立碑豎像、不撿堅固子，儀式以簡約為莊嚴，懇辭花及輓聯」；2月15日，他的骨灰由當任總統馬英九等人，分5處植存在金山環保生命園區。 因此，吸引不少民衆慕名而來，完成家屬「與聖嚴法師同葬」的心願。
高雄殯葬管理處長謝汀嵩表示，選擇樹葬的人2年暴增6成，每一年多接近1000人，因此計劃在杉林區和燕巢區增闢共8百個樹穴。

在各種環保葬法當中，花葬、樹葬相對受歡迎，佔所有環保葬人數的9成之多。

### 英國
英國自然葬墓園協會（Association of Natural Burial Grounds, ANBG）由自然死亡慈善中心於1994年成立，成立目的是幫助人們建設理想的墓地，適時給予會員指導和協助，並制訂自然葬業者的行為準則。

### 美國
美國首個「綠色墓地」是於1998年在南卡羅來納州建立的拉姆齊溪保護區（Ramsey Creek Preserve）。

## 争议与问题
生态殡葬是建立在火化的基础，相对而言，将无法避免火化所带来的各种问题。首先，建设火化场将永久占用大量的土地，直接影响可耕作土地的面积；其次，火化过程中会消耗大量的电能、柴油或瓦斯，并向大气中排放出二氧化碳、一氧化碳、碳氢化合物、氮氧化合物、含硫化合物等大量有害物质，造成环境和空气的污染。再者，火化场周边环境累积大量的灰尘，将对周遭的农业、林业和经济社会发展带来负面的影响。
针对火化所产生的各种弊端，专家、学者和利益团体提出“深埋土葬”的概念，提出人死后不进行火化，用可降解的环保棺材装殓，深埋葬在地底之下，其上不修坟头、不立墓碑。由于深埋土葬不修坟立碑，所以不占用土地也不影响耕作，而且避免了建立火葬场、骨灰堂等场所所占用的地方；也不存在火化过程中消耗大量能源和排放废气的问题；并且，埋在地底的遗体会在微生物的作用下，转化成可供植物根系吸收的有机肥料，可视为逝者对子孙后代的宝贵贡献。

## 另見
| - 可持續發展 - 綠色生活 - 人爲加速遺體分解的方式 - 火葬 - 天葬 - 冷凍葬 - 水焚葬 | - 宗教的潔葬方式 - 印度教喪葬 - 錫克教喪葬 - 伊斯蘭教喪葬 - 猶太教喪葬 - 壁葬 - 塔葬 | - 海葬 - 水葬 - 烟花葬 - 太空葬 - 紀念鑽石 |

## 外部連結
- 生态殡葬 （页面存档备份，存于），中华人民共和国民政部一零一研究所
- 環保自然葬 （页面存档备份，存于），中華民國內政部全國殯葬資訊入口網
- 綠色殯葬、網上追思及撒灰服務 （页面存档备份，存于），香港特別行政區政府食物環境衞生署
- 綠色殯葬 （页面存档备份，存于），台灣環境資訊協會環境資訊中心
- 自然葬 （页面存档备份，存于），臺灣殯葬資訊網
- 綠色殯葬 （页面存档备份，存于），香港環保殯葬策劃服務
- 香港綠色殯葬服務 （页面存档备份，存于），恩福殯儀社企有限公司